# Pseudocatalpa
Pseudocatalpa A.H.Gentry es un género monotípico de plantas de la familia Bignoniaceae: Su única especie:  Pseudocatalpa caudiculata, es originaria de Centroamérica.

## Taxonomía
Pseudocatalpa caudiculata fue descrita por (Standl.) A.H.Gentry  y publicado en Brittonia 25(3): 241. 1973.
Sinonimia
- Mussatia caudiculata (Standl.) Seibert
- Petastoma caudiculatum Standl.